# Uniwersalia kulturowe
Uniwersalia kulturowe – elementy kultury, społeczeństwa, języka, zachowania, które zgodnie z dotychczas przeprowadzonymi badaniami dzielimy praktycznie ze wszystkimi ludzkimi społecznościami.
Uniwersalia kulturowe mogą utworzyć się w drodze zapożyczeń, przenikania, albo podczas rozprzestrzeniania się kultury na szersze obszary, tzw. dyfuzja kulturowa. Proces ten szczególnie jest widoczny na przykładzie przenikania poszczególnych elementów kultury amerykańskiej do kultur innych narodów. Efektem tego są te same produkty w takich samych supermarketach, te same przeboje filmowe, coraz większa nieformalność ubioru i wreszcie sam język angielski, który stał się uniwersalnym środkiem komunikacji. 
Pomimo przenikania poszczególnych elementów kultury do innych, podstawowy rdzeń kultury pozostaje nienaruszony. Wartości, normy i zwyczaje, którym hołduje dana kultura nie tracą swojej tożsamości, gdyż są podtrzymywane przez różnego rodzaju instytucje (rodzina, szkoła, media, prawo itp.). Uniwersalia kulturowe nie zagrażają w żaden sposób poszczególnym kulturom, budują tylko wspólne normy kulturowe, które powinny być promowane przez ogół narodów, nie zapominając przy tym o indywidualnym charakterze poszczególnej kultury.

## P.Meyer
Niemiecki socjolog P. Meyer wyjaśnia wspólnotę cech w kulturach tworzonych przez społeczeństwa ludzkie wykorzystując osiągnięcia różnych nauk biologicznych - zoologii, genetyki, etologii, socjobiologii, teorii ewolucji. Uznał, opierając się na badaniach etologów Eibla-Eibesfeldta i Ekmana, iż istnieją uniwersalne sposoby komunikacji niewerbalnej i człowiek wykorzystuje je, oraz że „mechanizmy fizjologiczne, jak również elementy komunikacji niewerbalnej są wyraźnie homologiczne”.

## G.Murdock
Amerykański etnolog George Murdock opierając się rozległym materiale empirycznym wymienił w alfabetycznym porządku około dwustu zjawisk kulturowych, których występowanie określił jako powszechne we wszystkich społeczeństwach. Znajdowały się tam m.in. takie zjawiska jak higiena, język, pokrewieństwo, wychowanie, władza.
Te gigantyczne materiały zgromadzone na Uniwersytecie w Los Angeles doprowadziły go do wniosku, że istnieją dwa podstawowe powszechniaki kulturowe, które są obecne we wszystkich zbadanych przez niego społecznościach. Jest to reguła "nie zabijaj" i zakaz kazirodztwa.

## Donald E.Brown
Donald E.Brown przedstawia istnienie 5 typów uniwersaliów:
1. Absolutne uniwersalia,
2. Pozorne uniwersalia,
3. Warunkowe uniwersalia,
4. Uniwersalia statystyczne,
5. Uniwersalia grupowe[1].